# Geodena marginalis
Geodena marginalis är en fjärilsart som beskrevs av Walker 1856. Geodena marginalis ingår i släktet Geodena och familjen mätare. Inga underarter finns listade i Catalogue of Life.